# Reckless and Relentless
 (mars 2011).
Si vous disposez d'ouvrages ou d'articles de référence ou si vous connaissez des sites web de qualité traitant du thème abordé ici, merci de compléter l'article en donnant les références utiles à sa vérifiabilité et en les liant à la section « Notes et références ».
Reckless and Relentless est le deuxième album du groupe Metalcore Asking Alexandria. Il est sorti le 5 avril 2011 chez Sumerian Records et a été produit par Joey Sturgis (en). Annoncé le 22 décembre 2009, l'enregistrement de l'album a commencé en juin 2010 dans le studio d'enregistrement de Sturgis, les Foundation Recording Studios, à Connersville, dans l'Indiana, et s'est terminé à l'automne de la même année. Les chansons Welcome, Reckless & Relentless, To the Stage, Dear Insanity et A Lesson Never Learned apparaissent dans le court-métrage Through Sin + Self-Destruction, qui met en scène le style de vie « party hard » du groupe.
Il sera suivi en 2013 de From Death to Destiny.

## Liste des chansons
| No  | Titre                   | Durée |
| --- | ----------------------- | ----- |
| 1.  | Welcome                 | 1:49  |
| 2.  | Dear Insanity           | 3:09  |
| 3.  | Closure                 | 3:58  |
| 4.  | A Lesson Never Learned  | 3:54  |
| 5.  | To The Stage            | 3:30  |
| 6.  | Dedication              | 1:03  |
| 7.  | Someone, Somewhere      | 3:36  |
| 8.  | Breathless              | 4:10  |
| 9.  | The Match               | 4:15  |
| 10. | Another Bottle Down     | 3:34  |
| 11. | Reckless and Relentless | 4:08  |
| 12. | Morte et Dabo           | 5:15  |

Pistes bonus iTunes
1. You're My Only
2. Anything Will Be Done to Keep You Alive
3. Empty Handed

## Musiciens
- Danny Worsnop - chant
- Ben Bruce -  guitare, chant
- Cameron Liddell - guitare rythmique
- Sam Bettley - basse
- James Cassells - batterie

Production
- Joey Sturgis